# Аналітико-синтетична переробка інформації
Аналі́тико-синтети́чна переро́бка інформа́ції (також використовується термін «наукова обробка інформації») — це процеси перетворення інформації, що міститься в первинному документі, з метою створення вторинних документів.

## Сутність, призначення аналітико-синтетичної переробки інформації
Відомо, що аналіз і синтез є головними методами мислення. Аналіз (грец. analysis — розкладання, розчленування) і синтез (грец. synthesis — з'єднання, поєднання, складання) — це процеси уявного розчленовування цілого на складові частини і возз'єднання цілого з частин.
Метою науково-дослідної діяльності та АСПІ в її ході є витяг з документів нових фактів або відомостей, які в цих документах в явному вигляді не виражені. Нові відомості логічно
виводяться з наявної інформації, причому для цього додатково
залучається так звана екстралінгвістична інформація (тобто інформація, що не міститься в цих документах). Відомо, що в мирний час не менше 80% розвідувальної інформації видобувається шляхом аналітико-синтетичної переробки відомостей, які отримані з несекретних джерел — газет, журналів, книг, теле- і радіопередач, матеріалів всесвітньої павутини та ін.
Завданням спеціаліста-аналітика в цьому випадку є витяг з тексту одного або кількох документів таких відомостей (частиною засекречених), які в цих документах в явному вигляді не містяться [2, c. 15].
Аналітично-синтетична переробка (АСП) документів полягає в представленні кожного окремого документа або їх певної сукупності в такому вигляді, який максимально відповідає тому чи іншому завданню науково-інформаційної діяльності. Потреба в аналізі та синтезі наукової інформації, здійснюваному спеціальними службами, виникла внаслідок прискореного розвитку науки і техніки. А саме:
- кількість наукових документів, що публікуються по будь-якому, навіть самому вузькоспеціалізованому предмету стала настільки великою, що вчений або фахівець вже давно фізично не має часу читати або хоча б переглядати усі відповідні його інтересам джерела;
- виникла гостра необхідність не тільки у відомостях про наукову інформацію, але і в самій науковій інформації, тобто в конкретних фактичних даних або в так званій фактографічній інформації. Така інформація повинна бути попередньо піддана критичній оцінці і оброблена з урахуванням її призначення та подальшого використання;
- публікується дуже багато наукової інформації, яка є ненадійною, застарілою або навіть невірною, особливо в інтернеті. До того ж, необхідна наукова інформація зазвичай буває розсіяна по різним документам, опублікованим або підготовленим в різний час, на декількох мовах і в різноманітній формі. Тому виникла потреба не тільки в зборі, систематизації та аналізі такої інформації, але і в її критичній оцінці та узагальненні [3, c. 10].

## Види аналітико-синтетичної переробки інформації
Для забезпечення різноманітних інформаційних запитів користувачів існують різні види аналітико-синтетичної переробки інформації.
Основними видами АСПІ є:
- Бібліографічний опис;
- Індексування;
- Анотування;
- Реферування;
- переклад з однієї мови на іншу;
- складання оглядів.

Бібліографічний опис - це певний набір відомостей про документи, що характеризують їхні найважливіші ознаки. Найважливіша його функція - ідентифікація. ЇЇ суть в тому, що вона дозволяє виявити тотожність чи розрізняти документи, не читаючи їх. Тобто дає можливість розшукати документ за певними ознаками. Сукупність відомостей, наведених у бібліографічному описі, дає уявлення про документ і тим самим допомагає вибрати той, що найбільше відповідає потребам користувача. 
Індексування слугує вказівником змісту документа і використовується для його пошуку. Суть індексування полягає у зарахуванні документа до певної групи, класу відповідно до змісту. Кожен клас позначається певним кодом відповідної інформаційно-пошукової мови, тобто мови, що призначена для передачі змісту документів з метою подальшого пошуку. Існують різні інформаційно-пошукові мови, перш за все, такі, де класи будуються за ознакою галузей знань і позначаються класифікаційними індексами. Наприклад, індекс 73 означає, що книга належить до класу «Інформатика», оскільки розглядає проблеми цієї науки. Визначення класифікаційного індексу документа відповідно до його змісту називається систематизацією.
Зміст документа можна висловити й іншою інформаційно-пошуковою мовою — мовою предметних рубрик. У цьому випадку клас документів позначається кодом у вигляді предметної рубрики, тобто у вигляді короткого формулювання предмета, який розглядається в документі. Так, книга з інформатики може бути зарахована до класу, що позначається предметною рубрикою «Інформатика». Визначення предметної рубрики для документа відповідно до його змісту називається предметизацією. 
У дескрипторних інформаційно-пошукових мовах, інформаційно-пошукових мовах ключових слів зміст документа передають за допомогою ключових слів і так званих дескрипторів. Це найважливіші спеціальні терміни, які вживаються в тексті документа. Для книги з інформатики це, наприклад, можуть бути такі поняття: «інформаційний пошук», «інформаційно-пошукова мова», «науково-технічна інформація», «інформатика» та ін.
Визначення ключових слів і дескрипторів здійснюється в ході координатного індексування. Таким чином, при індексуванні зміст документа перекладають з природної мови на штучну інформаційно-пошукову, значно лаконічнішу, більш формалізовану. 
Бібліографічний опис, систематизація, предметизація не завжди досить повно і чітко для користувача розкривають зміст документа. Зрозумілішу і повнішу характеристику може бути надано в результаті його анотування і реферування.
Анотування — це процес складання анотації, тобто стислої характеристики документа, його частини або групи документів з погляду призначення, змісту, форми та інших особливостей.  Анота́ція — короткий виклад змісту книги, статті, розробки, звіту тощо. Дозволяє робити висновки про доцільність їх докладнішого вивчення. При анотуванні крім змісту твору, враховується його призначення, цінність, направленість. 
Реферува́ння — це одна з найбільш широко розповсюджених письмових форм отримання інформації, яка дозволяє при сучасному величезному потоці інформації у короткий термін відібрати потрібну спеціалісту інформацію. У порівнянні з анотуванням реферування є досконалішим методом обробки інформації джерел інформації: якщо в анотації приводиться лише короткий перелік питань, що розглядаються, то в рефераті викладається сутність питань та наводяться найважливіші висновки.
У процесі реферування складають реферат — короткий виклад змісту документа або його частини, який включає основні фактичні відомості та висновки, необхідні для первісного ознайомлення з документом, виявлення доцільності звертання до нього [9, c. 4].
Під науковим перекладом розуміють переклад з однієї мови на іншу наукових, технічних, економічних, політичних текстів. Потреба в науковому перекладі постійно зростає у зв'язку зі зростанням кількості джерел науково-технічної та політичної інформації, яка подається різними мовами. Тому постійно в усьому світі йдуть пошуки шляхів прискорення і поліпшення якості перекладу. Проте слід зазначити, що процес перекладу не передбачає згортання інформації, яку містить первинний документ, тому, на нашу думку, недоречно зараховувати його до спеціальних процесів аналітико-синтетичної обробки, для яких головною метою є саме стиснення відомостей про ознаки документів.
При складанні огляду обробці підлягає не один документ, а узагальнюються відомості, вміщені в декількох джерелах. Такими джерелами можуть бути монографії, статті, доповіді, описи винаходів до патентів тощо. Як правило, огляди характеризують матеріали, що висвітлюють одну тему, проблему, за певний період. Бібліографічний огляд є зв'язною розповіддю про документи. Реферативний огляд подає факти і концепції, викладені в документах. Аналітичний огляд — це складна розповідь, у якій дається зведена характеристика певного питання, проблеми, теми, що базується на інформації, здобутій із документів. 
Огляди економлять час фахівців, позбавляють їх від необхідності безпосередньо переглядати документи при розшукуванні потрібних матеріалів, дають можливість звернути увагу на документи, що можуть бути цікавими користувачам. Зрозуміло, що люди читають книги, газети, інші документи, щоб одержати з них певну інформацію, знання, відомості. Іноді фахівцям з певної галузі знання доводиться витратити значний час на пошук конкретних відомостей — технічних характеристик, властивостей речовин і матеріалів, демографічних характеристик і т. ін. У таких випадках на допомогу приходять фахівці в галузі науково-технічної інформації, котрі, добре орієнтуючись у документації, значно легше і швидше знаходять необхідні дані й забезпечують ними користувачів. Така інформація надається у вигляді фактографічних довідок, самостійних фрагментів текстів, цитатфактографічних ІПС тощо і не викликає для певної категорії користувачів необхідності звертатися до першоджерел [1, c. 12].

## Наукова обробка документів як сукупність процесів аналізу і синтезу
Внутрішній зв'язок цих процесів вбачається в наявності двох операцій — аналізу і синтезу. Аналіз і синтез — це загальнонаукові методи пізнання. Аналіз передбачає розчленування об'єкта вивчення на складові, виявлення його властивостей, відношень тощо. Аналіз дає можливість нарізно вивчати окремі складові об'єкта. Синтез — це вивчення об'єкта в його цілісності, єдності, взаємозв'язку його частин та властивостей. Розглядаючи аналіз і синтез як загальнонаукові методи навчання, в аналітико-синтетичній обробці інформації їх одночасно розглядають і як прийоми, що дають змогу багатоаспектно характеризувати документи. Таке розуміння аналізу і синтезу пояснюється тим, що в документах показано результати, досягнуті на тому чи іншому ступені процесу пізнання. Такі види обробки, як науковий переклад, реферування, досить чітко, хоч і з неоднаковою повнотою, відбивають цей шлях. Але аналітико-синтетична обробка не тільки показує хід аналізу і синтезу в процесі пізнання, а й сама використовує ці методи [10, c. 32]. 
У ході інформаційного аналізу здійснюється вивчення документа, тобто виявлення ознак, елементів, необхідних для характеристики цього документа за допомогою того чи іншого виду наукової обробки. Так, при складанні бібліографічного опису з'ясовують відомості про авторів, назву документа, де і коли його було опубліковано тощо. При систематизації та предметизації аналізують перш за все зміст документа, з'ясовують його головну і другорядні теми, проблеми, аспекти розгляду їх тощо. Одержані в результаті аналізу відомості об'єднують, тобто синтезують — у формі бібліографічного опису, у формі позначення класу, до якого зараховано документ, в інших формах. Таким чином, у процесі синтезу створюється новий документ, у якому подано новий взаємозв'язок елементів.
Кожному виду наукової обробки притаманне певне співвідношення аналізу і синтезу, певний рівень проведення їх. Так, аналіз і синтез, що здійснюються при складанні бібліографічного опису, як правило, значно простіші, ніж у процесі анотування, індексування. Слід зазначити, що аналітико-синтетична обробка документів не обмежується здійсненням аналізу і синтезу. Їй притаманне також використання методу абстрагування, який допомагає виділити з усіх ознак документа саме ті, що найцікавіші користувачам, відкинути другорядні.
Метод узагальнення забезпечує згортання інформації, яку містить первинний документ, передбачає застосування способів перетворення великих обсягів інформації у компактнішу, але досить містку форму.
Унаслідок аналітико-синтетичної обробки первинних документів одержують вторинні документи. Ці документи — бібліографічні описи, анотації, реферати тощо — можуть бути організовані в різноманітні джерела вторинної інформації, інформаційно-пошукові системи. Такі системи можуть бути традиційними (бібліотечні та бібліографічні каталоги, бібліографічні та фактографічні картотеки, бібліографічні покажчики, різноманітні інформаційні видання) і нетрадиційними (бібліографічні та фактографічні банки даних). Процес створення таких систем також розглядають як сукупність операцій аналізу і синтезу в ході аналітико-синтетичної обробки. Звичайно, аналіз здійснюється при відборі необхідних документів, а далі відомості про окремі документи групуються за різними ознаками, і є підстави вважати це синтезом. Але необхідно розуміти, що в ході такого процесу мають справу не з обробкою окремого документа, а з якоюсь кількістю документів, що вже пройшли певну первинну аналітико-синтетичну обробку. У зв'язку з цим постає питання про доцільність зарахування до такої первинної обробки документів складання оглядів, адже в ході цього процесу аналіз і синтез здійснюються в процесі роботи з кожним документом окремо, а потім одержані відомості узагальнюються у вигляді огляду. Мабуть, цей вид обробки стоїть на межі між науковою обробкою документів і створенням інформаційно-пошукових систем [5, c. 8].

## Використання аналітико-синтетичної переробки інформації
Сфери застосування аналітико-синтетичної переробки інформації:
- традиційні та електронні бібліотеки;
- бібліографічні установи (наприклад, Книжкова палата України);
- органи науково-технічної інформації;
- видавництва та книготоргівельні організації;
- музеї та архіви;
- електронний документообіг та автоматизація діловодства;
- традиційні та автоматизовані інформаційно-пошукові системи;
- інформаційна архітектура середовищ (наприклад, вебсайтів, віртуальних робочих середовищ та інших інформаційних середовищ).

Наукова обробка документів здійснюється сьогодні всюди, де людина має з ними справу. Процеси складання бібліографічних описів, систематизації, предметизації, анотування, складання бібліографічних оглядів широко використовуються в бібліотеках. Без них неможливо комплектувати й організовувати бібліотечний фонд, неможливо інформувати читачів про склад і зміст цього фонду. Уся бібліографічна робота бібліотеки — інформаційна і довідкова — ведеться з використанням різноманітних видів аналітико-синтетичної обробки. Уся робота з безпосереднього обслуговування читачів не може обійтися без різних видів такої обробки. Бібліографічні установи, наприклад Книжкова палата України, здійснюють реєстрацію та облік друкованої продукції в країні, видають державні бібліографічні покажчики («Літопис книг», «Літопис журнальних статей» тощо), друковані картки для бібліотек. У процесі цієї роботи вони мають справу з різноманітними видами наукової обробки [12, c. 52]. В органах науково-технічної інформації найчастіше виконують процеси реферування, індексування, наукового перекладу, складання аналітичних оглядів, вилучення фактів з документів, проте вони постійно мають справу і з бібліографічними описами, і з анотаціями. Адже ці органи ведуть довідковий апарат — каталоги, картотеки, банки даних — і публікують велику кількість інформаційних матеріалів: реферативні журнали, експрес-інформації, наукові переклади, реферативні збірники тощо. У книгах часто подають анотацію, а також бібліографічний опис видання, його класифікаційний індекс, а в спеціальних журналах і збірниках наводять класифікаційні індекси окремих статей. Це вимога стандарту на видавничу продукцію. Отже, наукову обробку здійснюють і видавництва. Крім того, вони публікують інформаційні матеріали про твори, що готуються до друку, рекламні оголошення тощо [7, c. 22].
Велика робота з документами ведеться в архівах. Сюди вони надходять, тут зберігаються, тут ними можна користуватися. Хоч це й своєрідні матеріали, але це документи, які необхідно обробити, щоб забезпечити можливість подальшого використання їх. Архівні документи потребують аналітико-синтетичної обробки. Значна кількість різноманітних документів зберігається в музеях, особливо літературних, персональних музеях діячів науки, мистецтва, громадських і політичних діячів. Тут їх також обробляють, щоб потім використовувати в науково-дослідницькій роботі. 
Більшість людей стикаються у своїй трудовій діяльності та повсякденному житті з різноманітними видами аналітико-синтетичної обробки документів. Наукові працівники, проводячи дослідження, передусім розшукують літературу про об'єкт, який вивчається. Складаючи звіт про виконане дослі-дження, вони обов'язково подають у ньому огляд літературних джерел з теми, список використаної літератури. Такі ж списки, як правило, розміщують у наукових статтях, монографіях, у них же є посилання на документи, що цитуються і згадуються. Усе це потребує використання бібліографічних описів. Виробники постійно звертаються до нормативно-технічної документації і посилаються на неї при розробці проектів, креслень, ознайомлюються з реферативними й оглядовими виданнями. Працівники офісів постійно мають справу з діловими документами, які також підлягають певній обробці для зручності подальшого зберігання й пошуку [8, c. 62]. 
Усі розглянуті види обробки документів не є формальними, вони потребують певних, а часто і значних інтелектуальних зусиль людини. В основі їх лежать наукові методи пізнання (аналіз і синтез), тому вони об'єднуються поняттям «наукова обробка документів» на противагу технічній обробці, яка є обліком і реєстрацією документів, що увійшли до фонду. Наукова обробка — один з найскладніших процесів у роботі з документами — вимагає від фахівця високої професійної підготовки і широкого кругозору. До того ж діяльність людини при виконанні цих робіт часто має досить суб'єктивний характер, залежить навіть від її психофізіологічних особливостей. У свою чергу, неоднозначність рішень веде до зниження ефективності роботи системи, до якої вводиться інформація, оскільки можливі надлишок інформації або надання інформації, що не відповідає запиту. Тому в процесі обробки документів усе активніше впроваджується автоматизація. У наш час здійснюють автоматизоване індексування, автоматизоване анотування і реферування, до автоматизованих ІПС вводять бібліографічні описи. Слід розуміти, що дані комп'ютеру для проведення потрібної операції надає людина, тому вона повинна знати, яка саме інформація необхідна в кожному випадку, для чого важливо знати суть процесів, що виконує машина, вміти їх виконувати. Ось чому, незважаючи на здійснення комп'ютеризації інформаційної справи, значення аналітико-синтетичної обробки документів не зменшується, не зменшуються й вимоги до знань і навичок фахівців у цій галузі. Навпаки, вони зростають, оскільки кожна помилка коштує більше, ніж у традиційних системах, її важче виявити [9, c. 3]

## Список використаних джерел
1. What is information architecture? [Electronic resource] / Scientific editor James Robertson. — Electronic data. — Mode of access: World Wide Web. — URL http://www.steptwo.com.au/papers/kmc_whatisinfoarch/index.html [Архівовано 8 травня 2012 у Wayback Machine.]. — Опис на основі головної сторінки (переглянуто 10.04.2012, останнє оновлення 20.11.2011).
2. Арский Ю. М. Информационное пространство новых независимых государств [Текст] / Ю. М. Арский, Р. С. Гиляревский, Н. Т. Клещев, А. Н. Лаверов, И. И. Родионов, В. А. Цветкова. — М. : ВИНИТИ, 2000.—200с. — ISBN 1-5263-5789-5.
3. Арский Ю. М. Инфосфера: Информационные структуры, системы и процессы в науке и обществе [Текст] / Ю. М. Арский, Р. С. Гиляревский, И. С. Туров. — М : ВИНИТИ, 1996. — 489 с. — ISBN 7-235-68759-2.
4. Блюменау Д. И. Информация и информационный сервис [Текст] / Д. И. Блюменау. — Львов : Наука, 1989. — 190 с. — ISBN 5-45625-789-5.
5. Вурман Саул Ричард, Информация архитекторов [Текст] / Ричард Саул Вурман, Брэдфорд, Петр. — Цюрих : Graphis Пресс, 1996. — 460 с. — ISBN 3-85709-458-3.
6. Информационная архитектура [Электронный ресурс] / А. Б. Качанов. — Електронные данные. — Режим доступа: World Wide Web.—https://web.archive.org/web/20100408012249/http://www.boxesandarrows.com/. — Опис на основі головної сторінки (переглянуто 10.04.2012, останнє оновлення 12.05.2011).
7. Информационная среда [Электронный ресурс] / А. В. Петрова. — Электронные данные. — Режим доступу: World Wide Web. — URL: http://www.finam.ru/dictionary/wordf01550/default.asp?n=16.- Опис на основі головної сторінки (переглянуто 10.04.2012, останнє оновлення 10.02.2011)
8. Мелюхин И. С. Концепция управления деятельностью по формированию, использованию, ведению и защите информационной среды [Текст] / И. С Мелюхин . — ВИНИТИ, 1999. — 150 с. — ISBN 9-56325-458-5.
9. Розенфельд Л., Морвиль П. Библиотечное дело: Терминологический словарь [Текст] / Розенфельд Л. — 3-е издание. — М. : Символ-Плюс, 1997. — 65 с. — ISBN 5-78956-125-9.
10. Человек и информационная среда [Электронный ресурс]. — Электронные данные. — Режим доступа: World Wide Web. — URL http://www.congress2008.dialog21.ru/Doklady/16410.htm [Архівовано 20 січня 2013 у Wayback Machine.].  — Опис на основі головної сторінки (переглянуто 13.04.2012, останнє оновлення 12.02.2009)
11. Шрейдер Ю. А. Информационные процессы и информационная среда [Текст] / Ю. А. Шрейдер. — СПб. : Символ-Плюс, 2000. —169 с. — ISBN 5-56895-458-6.
12. Власова Галина Вікторівна, Лутовинова Валентина Іванівна, Титова Людмила Іванівна. Аналітико-синтетична переробка інформації: навч. посіб. для використання в навч.-вихов. процесі вищ. навч. закл. культури і мистец. III-IV рівнів акредитації / М-во кульури і туризму України, Держ. акад. керів. кадрів культури і мистец.-К.:ДАКККіМ,2006 .-290, [2] с.-(іл.). - ISBN 966-8683-39-0; Бібліогр. : с. 283-290 (113 назв). — URL: https://web.archive.org/web/20180712175055/http://kist.ntu.edu.ua/textDZ/aspI.pdf